# Tkanki roślinne

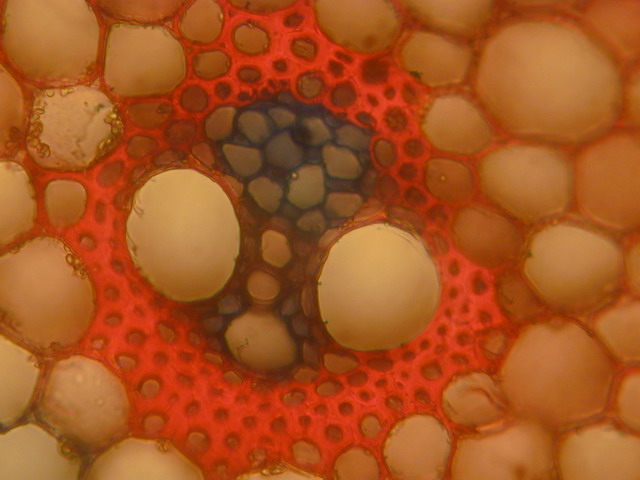
Tkanki przewodzące u kukurydzy

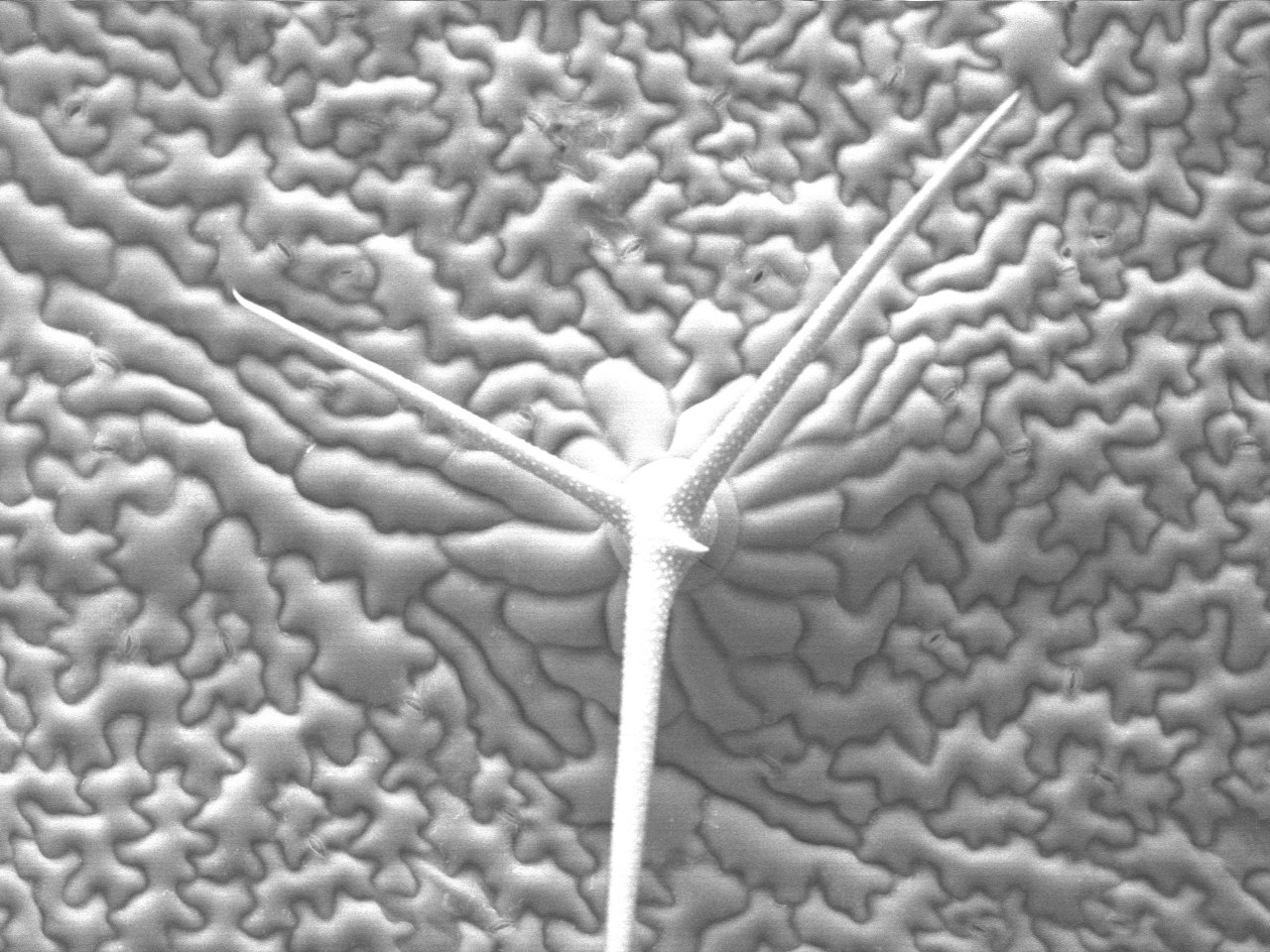
Epiderma rzodkiewnika pospolitego

Tkanki roślinne – zespoły komórek o podobnej budowie, określonych czynnościach i wspólnym pochodzeniu występujące u roślin. Niektóre tkanki tworzone są przez zespoły komórek jednego typu, są to tkanki jednorodne lub proste. Większość tkanek roślinnych składa się z komórek kilku typów, są to tkanki niejednorodne lub złożone.

## Tkanki mszaków
Najstarszą grupą roślin lądowych, u których wykształciły się tkanki są mchy. Tkanki u tych roślin są jednak prymitywne, słabiej zróżnicowane niż u roślin naczyniowych. W przypadku mchów wyróżnia się następujące tkanki:
- tkanka okrywająca – skórka – jedno- lub kilkuwarstwowa powłoka rośliny zawierająca aparaty szparkowe,
- tkanka wzmacniająca – skleroderma – kilka warstw wydłużonych komórek o zgrubiałych ścianach,
- tkanka zasadnicza – miękisz – wielowarstwowa tkanka z komórek zwykle cienkościennych,
- tkanka przewodząca składająca się z hydroidów i leptoidów.

## Tkanki roślin naczyniowych
Klasyfikacja tkanek roślin naczyniowych może odbywać się według kryterium funkcji w roślinie lub kryterium pochodzenia i budowy. Według drugiego kryterium tkanki roślin naczyniowych dzieli się na dwie podstawowe grupy: tkanki twórcze (merystemy), w których komórki dzielą się intensywnie i są niezróżnicowane, oraz tkanki stałe o komórkach zróżnicowanych funkcjonalnie.
Histologia roślin wyróżnia co najmniej kilkadziesiąt szczegółowych typów tkanek roślinnych.
Poniższa lista nie wyczerpuje zagadnienia:
- merystemy:
  - merystemy pierwotne
    - merystem wierzchołkowy (stożek wzrostu pędu i korzenia)
    - prokambium (desmogen, miazga pierwotna) – pierwotny merystem boczny
    - merystem interkalarny – wstawowy (w węzłach)

- - merystemy wtórne:
    - kambium – miazga (międzywiązkowa i śródwiązkowa)
    - fellogen – tkanka korkotwórcza (miazga korkorodna)
    - kalus – tkanka twórcza regeneracyjna[4]
    - merystem archesporialny (archespor)

- tkanki stałe:
  - tkanki miękiszowe:
    - miękisz zasadniczy (podstawowy)
    - miękisz powietrzny (aerenchyma)
    - miękisz wodny (wodonośny)
    - miękisz asymilacyjny (palisadowy, gąbczasty i wieloramienny)
    - miękisz rdzeniowy (drzewny i łykowy)
    - miękisz spichrzowy

  - tkanki przewodzące:
    - drewno (ksylem)
    - łyko (floem)

  - tkanki okrywające:
    - pierwotne:
      - ryzoderma (epiblema) – skórka korzenia
      - epiderma – skórka pędu
      - endoderma (śródskórnia)
      - egzoderma (skórnia)

    - wtórne:
      - korek

  - tkanki wzmacniające:
    - kolenchyma (zwarcica)
    - sklerenchyma (twardzica)

  - tkanki wydzielnicze, które mogą znajdować się na powierzchni organów roślin lub i ich wnętrzu. Do komórek wydzielniczych powierzchniowych należą włoski gruczołowe oraz miodniki. Do komórek wydzielniczych warstw głębszych należą komórki mleczne (latycyfery), komórki żywicorodne tworzące kanał żywiczny oraz inne komórki wydzielnicze, wydzielające między innymi garbniki[1].

## Funkcjonalne układy tkankowe
Zespoły elementów budujących organizm roślinny zapewniają realizację określonych funkcje. Ze względu na funkcje fizjologiczne wyróżniane są następujące układy tkankowe:
- Układ twórczy, obejmujący wszystkie tkanki merystematyczne i zapewniający wzrost organizmu i wytwarzanie nowych organów.
- Układ okrywający, obejmujący tkanki określane jako tkanki okrywające i zapewniający roślinie ochronę przed negatywnym wpływem czynników zewnętrznych, uszkodzeniami mechanicznymi, utratą wody infekcją i innymi.
- Układ fotosyntetyzujący, obejmujący wszystkie komórki zawierające chloroplasty i przeprowadzające fotosyntezę. W przypadku roślin przeprowadzających fotosyntezę C3 optymalizację procesu zapewnia mezofil składający się z miękiszu palisadowego i miękiszu gąbczastego. U roślin o fotosyntezie C4 chlorenchyma zróżnicowana jest na mezofil C4 i mezofil wieńcowy otaczający wiązki przewodzące.
- Układ przewietrzający, obejmujący system przestworów komórkowych, dzięki którym możliwa jest sprawna wymiana gazowa. W skład tego układu wchodzą także aparaty szparkowe.
- Układ chłonny, obejmujący ryzodermę i korę pierwotną korzenia i umożliwiając pobieranie wody i soli mineralnych z gleby.
- Układ przewodzący, obejmujący tkanki przewodzące zapewniające transport wody z rozpuszczonymi solami mineralnymi oraz związków organicznych (asymilatów) wytworzonych przez organy asymilacyjne. Transport substancji w roślinie może odbywać się poprzez apoplast lub symplast.
- Układ spichrzowy, obejmujący tkanki i pojedyncze komórki gromadzące substancje zapasowe. Niektóre rośliny mają również specjalne tkanki magazynujące wodę, miękisz wodny.
- Układ wydzielniczy, obejmujący komórki wydzielnicze i ich zespoły.
- Układ ruchowy, obejmujący struktury anatomiczne umożliwiające ruchy roślin.
- Układ mechaniczny, obejmujący tkanki wzmacniające, a w szerszym znaczeniu wszystkie ściany komórkowe.